# Chambre de commerce et d'industrie de l'Arrondissement de Lens
Avant la réorganisation de fin 2010, cette CCI était l'une des sept chambres de commerce et d'industrie du département du Pas-de-Calais.
Depuis le 1er janvier 2011 elle a fusionné avec les CCI d'Arras et Béthune pour former la chambre de commerce et d'industrie Artois.
Son siège, à Lens au 3, avenue Élie Reumaux, est désormais celui de l'agence de proximité de Béthune.

## Service aux entreprises
- Centre de formalités des entreprises
- Assistance technique au commerce
- Assistance technique à l'industrie
- Assistance technique aux entreprises de service

## Centres de formation
- SIADEP formation en commun avec la chambre de commerce et d'industrie d'Arras, de Béthune et de Lille.

## Historique
- Décembre 2007 : Projet de fusion pour 2010 avec la chambre de commerce et d'industrie de Béthune et la chambre de commerce et d'industrie d'Arras pour former la chambre de commerce et d'industrie de l'Artois.
- 27 février 2009 : Décret no 2009-237 sur la fusion de la chambre avec celle de Béthune et d'Arras pour former la chambre de commerce et d'industrie de l'Artois en 2010.
- 22 décembre 2010 : Installation officielle de la CCI territoriale de l’Artois.

## Pour approfondir